# Orthoklas
Orthoklas, synonym auch als Adular oder Adularia bekannt, ist ein häufig vorkommendes Mineral aus der Gruppe der Alkalifeldspate innerhalb der Mineralienklasse der „Silikate und Germanate“. Es kristallisiert im monoklinen Kristallsystem mit der chemischen Zusammensetzung K[AlSi3O8] und ist damit chemisch gesehen ein Kalium-Aluminium-Silikat. Strukturell gehört Orthoklas zu den Gerüstsilikaten (Tektosilikaten).
Orthoklas entwickelt meist prismatische bis tafelige Kristalle, kommt aber auch in Form körniger bis massiger Mineral-Aggregate vor. Die unverletzten Oberflächen der durchsichtigen bis durchscheinenden Kristalle weisen einen glasähnlichen Glanz auf, während Spaltflächen eher perlmuttartig schimmern.
Aufgrund seiner Mischkristallbildung mit seinem Natrium-Analogon Albit sowie mit dem Barium-Alumosilikat Celsian ist beim Orthoklas oft ein Anteil des Kaliums durch Natrium (bis zu mehreren Prozent) oder Barium ersetzt (substituiert). Oft findet man auch einen geringen Anteil an Eisen und anderen Fremdbeimengungen, weshalb Orthoklas nur selten farblos oder, durch entstandene Kristallzwillinge oder Gitterbaufehler, weiß ist, sondern oft eine hellgelbe, rote oder graue bis braune Farbe hat.

## Etymologie und Geschichte
Benannt wurde Orthoklas 1823 von August Breithaupt, der das Mineral in Anlehnung an dessen gute bis vollkommene Spaltbarkeit im rechten Winkel nach den griechischen Worten ὀρθός orthos für „gerade“ oder „recht“ und κλάσις klasis für „Bruch“ benannte.

## Klassifikation
Bereits in der veralteten 8. Auflage der Mineralsystematik nach Strunz gehörte der Orthoklas zur Mineralklasse der „Silikate und Germanate“ und dort zur Abteilung der „Gerüstsilikate (Tektosilikate)“, wo er zusammen mit Anorthoklas, Mikroklin und Sanidin die „Gruppe der Kalifeldspate“ mit der System-Nr. VIII/F.03a innerhalb der „Feldspat-Familie“ (VIII/F.03) bildete.
Im zuletzt 2018 überarbeiteten und aktualisierten Lapis-Mineralienverzeichnis nach Stefan Weiß, das sich aus Rücksicht auf private Sammler und institutionelle Sammlungen noch nach dieser alten Form der Systematik von Karl Hugo Strunz richtet, erhielt das Mineral die System- und Mineral-Nr. VIII/J.06-40. In der „Lapis-Systematik“ entspricht dies ebenfalls der Abteilung der „Gerüstsilikate“, wobei die Minerale der Feldspatgruppe in den Gruppen VIII/J.06 bis 07 vertreten sind. Orthoklas bildet hier zusammen mit Buddingtonit, Celsian, Hexacelsian, Hyalophan, Kokchetavit, Mikroklin, Paracelsian, Rubiklin, Sanidin und Slawsonit eine eigenständige, aber unbenannte Gruppe.
Auch die seit 2001 gültige und von der International Mineralogical Association (IMA) bis 2009 aktualisierte 9. Auflage der Strunz’schen Mineralsystematik ordnet den Orthoklas in die Klasse der „Silikate und Germanate“, dort allerdings in die bereits feiner unterteilte Abteilung der „Gerüstsilikate (Tektosilikate) ohne zeolithisches H2O“ ein. Diese ist zudem weiter unterteilt nach der möglichen Anwesenheit zusätzlicher Anionen, so dass das Mineral entsprechend seiner Zusammensetzung in der Unterabteilung „Gerüstsilikate (Tektosilikate) ohne zusätzliche Anionen“ zu finden ist, wo es zusammen mit Adular, Anorthoklas, Buddingtonit, Celsian, Hyalophan, Mikroklin, Monalbit, Rubiklin und Sanidin die Gruppe der „Alkalifeldspate“ mit der System-Nr. 9.FA.30 bildet.
Die vorwiegend im englischen Sprachraum gebräuchliche Systematik der Minerale nach Dana ordnet den Orthoklas in die Klasse der „Silikate und Germanate“ und dort in die Abteilung der „Gerüstsilikate: Al-Si-Gitter“ ein. Hier ist er zusammen mit Anorthoklas, Celsian, Filatovit, Hyalophan, Mikroklin, Rubiklin und Sanidin in der Gruppe der „K (Na,Ba)-Feldspate“ mit der System-Nr. 76.01.01 innerhalb der Unterabteilung „Mit Al-Si-Gitter“ zu finden.

## Kristallstruktur
Orthoklas kristallisiert monoklin in der Raumgruppe C2/m (Raumgruppen-Nr. 12) mit den Gitterparametern a = 8,56 Å; b = 12,96 Å; c = 7,21 Å und β = 116,1° sowie 4 Formeleinheiten pro Elementarzelle.

## Modifikationen und Varietäten
Die Verbindung K[AlSi3O8] ist dimorph und kommt neben der monoklin kristallisierenden Hochtemperatur-Modifikation Orthoklas noch als triklin kristallisierende Tieftemperatur-Modifikation Mikroklin vor.
Vom Orthoklas sind verschiedene Ausbildungs- und Farb-Varietäten bekannt:

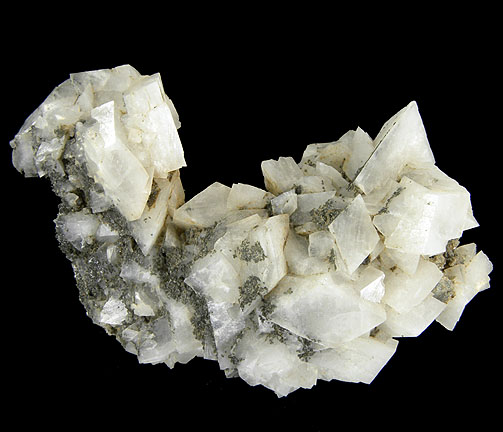
Adular mit etwas Chlorit überwachsen aus dem Felbertal (Hohe Tauern), Österreich (Größe: 10,0 cm × 6,3 cm × 5,0 cm)

- Adular (Adularia) – pseudo-orthorhombisch bzw. pseudo-trigonal. Aus hydrothermalen Lösungen auskristallisiert, vorwiegend aus alpinen Klüften der Adula-Alpen bekannt. Weiß, seltener farblos – transparent.
  - Paradoxit – fleischroter Kalifeldspat im Adular-Habitus[9]
  - Valencianit – milchig trüber Adular[9]
- Mondstein – bläulich-weißer, flächenhafter Schimmer, ähnlich dem des Mondes (Name!), auch als  adularisieren bezeichnet; wird bei Schmucksteinen durch Cabochon-Schliff besonders betont

## Bildung und Fundorte

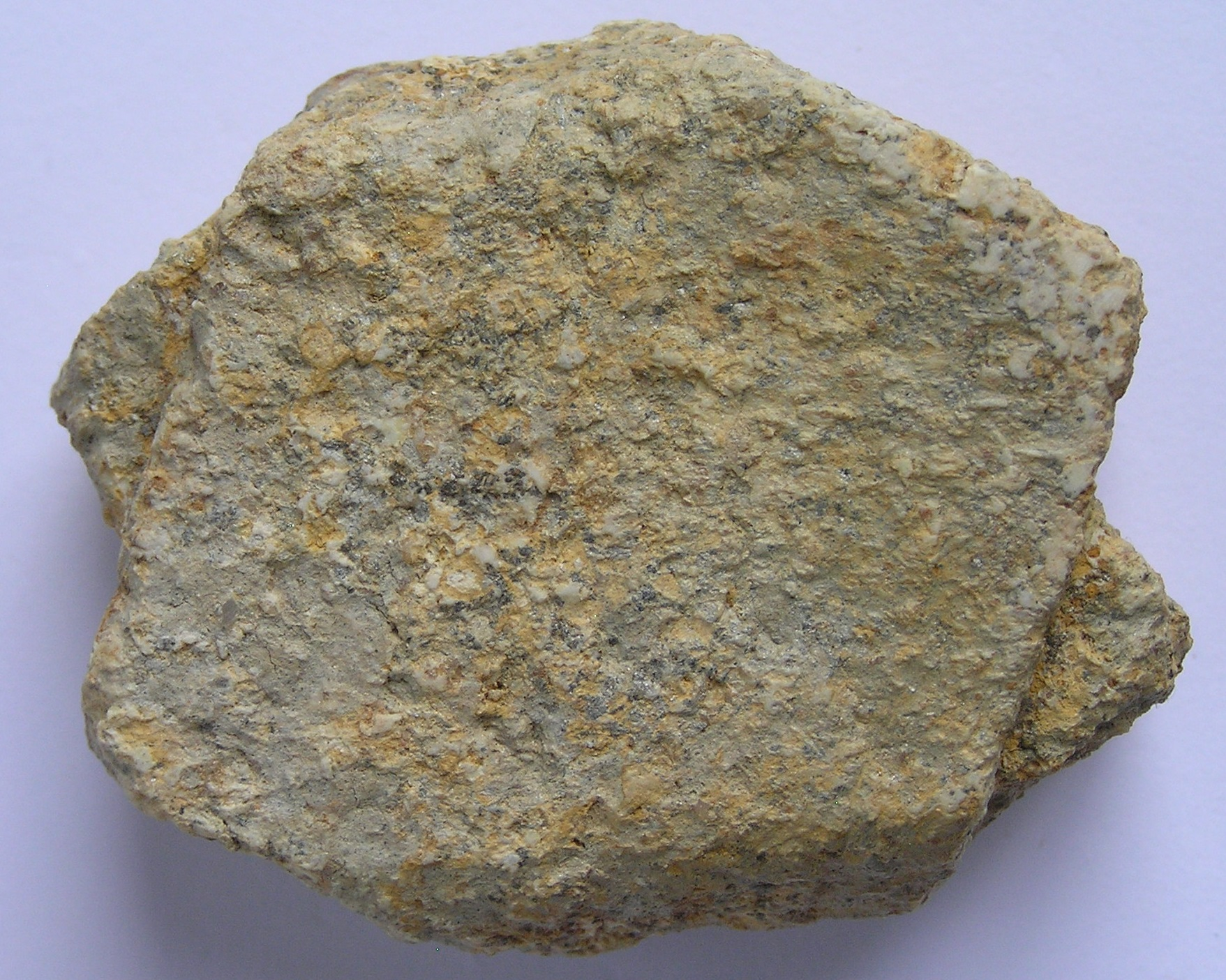
Karlsbader Zwilling (Orthoklas) aus dem Granit von Karlsbad (Typlokalität)

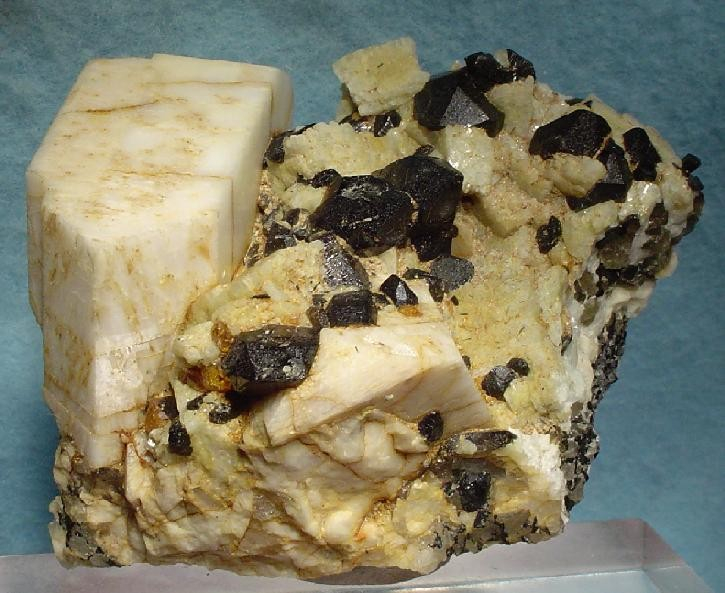
Kristallstufe aus Orthoklas (weiße Kristalle und derbe, gelbliche Matrix), vergesellschaftet mit Spessartin (kleine, orange Kristalle) und Rauchquarz (schwarz) aus der Provinz Livorno (Elba), Italien (Größe: 7,0 cm × 5,2 cm × 5,1 cm)

Orthoklas ist ein typisches, gesteinsbildendes Mineral und bildet sich entweder magmatisch in Granit, Pegmatit, Rhyolith, Syenit und Trachyt oder metamorph in Orthogneis, Migmatit und anderen. Als Begleitminerale treten unter anderem Albit, Beryll, Biotit, verschiedene Hornblenden, Muskovit und Schörl auf.
Orthoklas gehört zu den häufigsten Mineralen der Erdkruste und ist an sehr vielen Fundorten weltweit anzutreffen, wobei bisher (Stand 2015) über 2200 Fundorte bekannt sind.
Erwähnenswert aufgrund außergewöhnlicher Orthoklasfunde sind unter anderem der Oberleidenberg bei Bad Weißenbach in der Saualpe im österreichischen Bundesland Kärnten mit Kristallfunden von bis zu 70 Zentimeter Größe sowie Twentynine Palms im US-Bundesstaat Kalifornien, wo gut ausgebildete Kristalle und Zwillinge mit einem Durchmesser von bis zu 20 Zentimetern entdeckt wurden.
Adular kennt man unter anderem aus den alpinotypen Gängen des Gotthardmassivs in der Schweiz.
Weitere Fundorte mit guten Kristallfunden sind unter anderem die Pitwak-Mine im Koktscha-Tal im Gebiet von Kuran va Munjan in Afghanistan, Minas Gerais in Brasilien, Hagendorf in Deutschland, Baveno in Italien, das Malosa-Massiv in Malawi, die Region Skardu in Pakistan, Strzegom in Polen, Loket und Karlovy Vary (Karlsbad) in Tschechien.

## Verwendung
Orthoklas wird in der Glas-, Keramik- und Pharmaindustrie gebraucht.
Orthoklas und seine Varietät Mondstein finden Verwendung als Schmuckstein. Beim Orthoklas besteht aufgrund der Ähnlichkeit von Farbe und Glanz Verwechslungsgefahr mit Chrysoberyll, Citrin, Goldberyll, Prehnit, Topas und Zirkon.

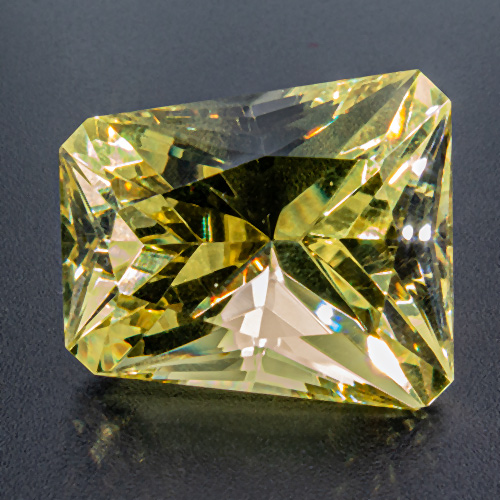
Großer Orthoklas aus Madagaskar (43,27 ct)
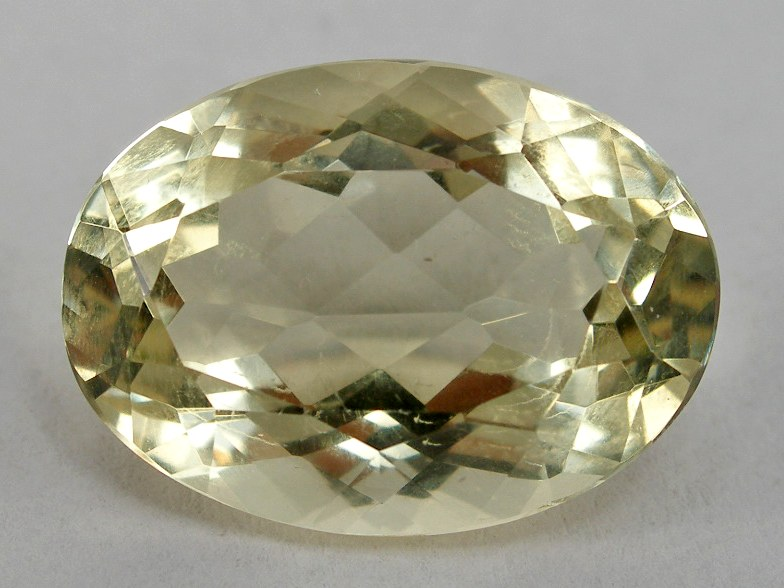
Oval geschliffener Orthoklas aus der Provinz Toliara, Madagaskar Größe: 2,0 cm × 1,4 cm × 1,0 cm (≙ 15,03 ct)